# Aleksandrs Čekulajevs
Aleksandrs Čekulajevs (Riga, Letonia; 10 de septiembre de 1985) es un futbolista letón. Juega de delantero y su equipo actual es el JK Narva Trans de la Meistriliiga estonia.
El 4 de enero de 2012 es nominado como máximo goleador del fútbol de las ligas europeas por parte de la UEFA gracias a los 46 goles anotados en el año 2011 con su club en Estonia, superando a Cristiano Ronaldo del Real Madrid (40) y Lionel Messi del F.C. Barcelona (34).
Cabe anotar que en su paso por el FK Auda en 2007 marcó 51 goles en el torneo de Segunda División de su país natal, Letonia.

## Vida como deportista
Cekulajevs empezó en el FK Riga, siendo un chaval, ya tenía talento, era rápido, regateaba bien, y por estos motivos, despertó el interés de varios equipos de Letonia y Estonia. En 2007, Ficharía por el FK Auda, equipo en el que tuvo una buenísima temporada, marcando 51 goles, siendo el máximo goleador de la Liga de Segunda División. Tan grande fue su éxito, que volvió a fichar por un equipo nuevo, el FK-Nachod Destne 2008, destacando también en este equipo. Pasó el tiempo, y seguía cambiando de club, todos los equipos de Letonia y Estonia. Pasó por otros dos equipos, llamados FK Jurmala y FC Víkingur Ólafsvík. Finalmente fichó por el JK Narva Trans, en el que marcó 46 goles durante la temporada 2010/2011, adelantando a Cristiano Ronaldo y Lionel Messi en el ranking de goleadores máximos en liga a nivel mundial.

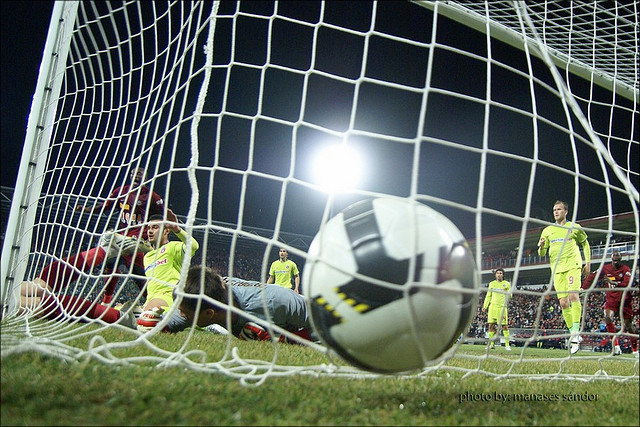
Especialidad de Cekulajevs.

## Clubes
| Club                   | País            | Año           |
| ---------------------- | --------------- | ------------- |
| FK Riga                | Letonia         | 2006-2007     |
| FK Auda                | Letonia         | 2007-2008     |
| FK-Nachod Destne       | República Checa | 2008-2009     |
| FK Jurmala             | Letonia         | 2009          |
| FC Víkingur Ólafsvík   | Islandia        | 2010          |
| JK Narva Trans         | Estonia         | 2011-2012     |
| Valletta Football Club | Malta           | 2012          |
| Lombard-Pápa TFC       | Hungría         | 2012-presente |

## Distinciones individuales
| Distinción                                              | Año  |
| ------------------------------------------------------- | ---- |
| Goleador Mundial de Primera División                    | 2011 |
| Máximo Goleador del fútbol de las Ligas Europeas (UEFA) | 2012 |
| Balón de Oro de Letonia                                 | 2012 |
| Bota de Oro de Letonia                                  | 2012 |